# Liste Straßburger Persönlichkeiten
Diese Liste enthält in Straßburg geborene Persönlichkeiten sowie solche, die in Straßburg gewirkt haben, dabei jedoch andernorts geboren wurden. Die Liste erhebt keinen Anspruch auf Vollständigkeit.

## In Straßburg geborene Persönlichkeiten
Im Laufe seiner wechselvollen Geschichte wechselte Straßburg mehrmals seine Nationalität. Personen, die in den Zeiträumen deutscher Herrschaft, also vor 1697, 1871–1919 sowie 1940–1945 in der Stadt geboren wurden, waren bzw. sind entsprechend überwiegend Deutsche. Außerhalb dieser Epochen handelte bzw. handelt es sich vorrangig um Franzosen. Ausnahmen dieser Regel sind explizit angegeben.

### Bis 1700
- Hugo Ripelin von Straßburg (um 1205 – um 1270), Dominikanertheologe
- Johannes Tauler (um 1300 – 1361), Theologe und berühmter Prediger
- Rulman Merswin (1307–1382), Kaufmann und geistlicher Schriftsteller
- Fritsche Closener (um 1315 – ?), Chronist und Lexikograf
- Jakob Twinger von Königshofen (1346–1420), Geschichtsschreiber
- Job Vener (um 1370 – 1447), katholischer Priester, gelehrter Jurist und Verfasser
- Nikolaus Kempf (um 1415 – 1497), Mystiker und Theologe
- Johann Jakob Rabus (um 1545–1584/1587), Theologe und Geistlicher
- Hieronymus Brunschwig (um 1450 – um 1512), Arzt und Autor
- Sebastian Brant (1457/58–1521), Jurist
- Peter Schott der Jüngere (1460–1490), Jurist, Theologe und Humanist
- Hans Herbst (1470–1552), Schweizer Maler
- Symphorian Altbießer (um 1475 – um 1537), Theologe und Reformator
- Otmar Nachtgall (1478/80–1537), Humanist, Theologe, Übersetzer und Musiker
- Hans Kotter (1480–1541), Komponist und Organist
- Gregor Schmerlin (1485–1512), Humanist und Hochschullehrer
- Johannes Bader (um 1487 – 1545), Theologe und Reformator
- Wilhelm Stetter (1487–1552), katholischer Ordenspriester und Maler
- Jakob Sturm von Sturmeck  (1489–1553), Bürgermeister von Straßburg
- Andreas Cratander (um 1490 – um 1540), Schweizer Buchdrucker, Verleger und Buchhändler
- Caspar Schaller (um 1490 – 1542), Stadtschreiber, theologischer Publizist und Gefolgsmann von Ulrich Zwingli
- Beatus Murner (1492–?), Buchdrucker
- Michael Blum (1494–1550), Drucker
- Gervasius Schuler (um 1495 – 1563), Schweizer evangelischer Theologe und Reformator
- Katharina Zell (1497–1562), theologische Autorin und Reformatorin
- Christoph Weiditz (1498–1560), Maler, Medailleur, Bildschnitzer und Goldschmied
- Friedrich Hagenauer (um 1499 – 1546), Medailleur und Bildschnitzer
- Valentin Bousch (vor 1500–1541), Glaser und Glasmaler
- Wilhelm Böcklin von Böcklinsau (um 1500 – 1585), Pfalzgraf und Dompropst zu Magdeburg
- Hans Weiditz (um 1500 – 1536), Graphiker für Holzschnitte
- Jakob Micyllus (1503–1558), Humanist, Dichter und Pädagoge
- Christoph Lasius (1504–1572), evangelischer Theologe
- Jacob Frey (vor 1520 – 1562), Dramatiker und Schwankdichter alemannischen Dialekts
- Martin Schalling der Jüngere (1532–1608), evangelischer Theologe, Kirchenlieddichter und Reformator
- Daniel Specklin (1536–1589), Festungsbaumeister, Ingenieur und Kartograph
- Johannes Piscator (1546–1625), reformierter Theologe
- Johann Ludwig Havenreuter (1548–1618), Philosoph, Mediziner, Hochschullehrer, Stadtphysicus und Stiftspropst in Straßburg
- Philipp Marbach (1550–1611), lutherischer Theologe und Hochschullehrer
- Johann Jacob Hermannus (um 1553 – 1630), reformierter Geistlicher
- Georg Michael Lingelsheim (1556–1636), kurpfälzischer Beamter und Gelehrter
- Johann Theodor de Bry (1561–1623), Verleger, Kupferstecher, Zeichner und Büchsenmeister
- Philipp Fesel (1565–1610), Mediziner, Leibmedikus des Markgrafen von Baden-Durlach, Gegner der Astrologie
- Michel Hospein (1565–1618), Humanist, Dichter und Kartograph
- Johann Michael Beuther (1566–1618), Rechtswissenschaftler
- Bernhard Schmid (1567–1625), Komponist, Organist und Editor
- Christoph Thomas Walliser (1568–1648), Komponist
- Georg Ridinger (1568–1617), Architekt und Baumeister
- Jakob Ludwig Beuther (1573–1623), Verwaltungsbeamter und Geschichtsschreiber
- Michael Mebart (um 1573 – 1621), Hofbaumeister in Bayreuth
- Johann Rudolf Saltzmann (1574–1656), Straßburger Mediziner und Hochschullehrer
- Friedrich Brentel (1580–1651), Miniaturmaler, Zeichner und Kupferstecher
- Georg Obrecht (1584–1612), Kameralist und Professor
- Johannes Lippius (1585–1612), evangelischer Theologe, Philosoph und Musiktheoretiker
- Sebastian Dadler (1586–1657), Goldschmied und Medailleur
- Oseas Schadaeus (1586–1626), lutherischer Geistlicher und Chronist
- Isaac Habrecht (1589–1633), Philosoph, Mathematiker, Astronom und Archiater am Hof des Grafen von Hanau-Lichtenberg
- Isaak Fröreisen (1590–1632), lutherischer Theologe
- Johann Georg Dorsche (1597–1659), lutherischer Theologe
- Sebastian Stoskopff (1597–1657), Maler
- Johann Philipp Abelin, eigentlich Abele (1600–1634), Chronist und Übersetzer
- Hans Friedrich Brentel (1602–1636), Miniaturmaler und Zeichner
- Johann Wilhelm Baur (1607–1640), Radierer, Miniaturmaler und Kupferstecher des Barock
- Anna Maria Brentel (1613–1633), Miniaturmalerin und Radiererin
- Balthasar Scheidt (1614–1670), Hebraist und Hochschullehrer
- Dominikus Dietrich (1620–1692), Jurist
- Johannes Scheffer (1621–1679), deutsch-schwedischer Humanist und Gelehrter
- Markus Mappus (1632–1701), Arzt und Hochschullehrer sowie Kanoniker bei St. Thomas
- Marie Luise von Degenfeld (1634–1677), Ehefrau des Kurfürsten Karl I. Ludwig von der Pfalz
- Anna Magdalena von Pfalz-Birkenfeld-Bischweiler (1640–1693), Tochter von Christian I. von Pfalz-Birkenfeld-Bischweiler
- Johan Friedrich Mieg (1642–1691), reformierter Theologe und Hochschullehrer
- Johann Joachim Zentgraf (1643–1707), Doktor und Professor
- Ulrich Obrecht (1646–1701), Historiker, Jurist und Prätor der französischen Königreichs
- Johann Balthasar Moscherosch (1647–1703), Romanist und Bibliothekar
- Johann Jacob Henrici (1656–nach 1686), Mediziner, Stadtarzt und Mitglied der Gelehrtenakademie Leopoldina
- Johann Adam Seupel (1662–1717), Bürger, Maler und Kupferstecher
- Johann Michael Faust (1663–1707), Mediziner, Stadtarzt in Frankfurt am Main
- Georg Friedrich Franck von Franckenau (1669–1732), Mediziner und Jurist, Mitglied der Gelehrtenakademie Leopoldina
- Johann Friedrich Ruopp (1672–1708),  Kirchenlieddichter und Pfarrer
- Christian III. (1674–1735), Pfalzgraf von Birkenfeld, Bischweiler und Rappoltstein
- Johann Georg Scherz (1678–1754), Germanist und Rechtswissenschaftler
- Johannes Schübler (1686–1757), Bürgermeister von Heilbronn
- Friedrich Ludwig (1688–1750), Fürst von Hohenzollern-Hechingen
- Johann Christoph Bartenstein (1689–1767), Staatsmann und Diplomat
- Marie-Anne-Catherine Quinault (1695–1791), Schauspielerin
- Jeanne-Françoise Quinault (1699–1783), Schauspielerin

### 18. Jahrhundert

#### 1701 bis 1750
- Claude Francin (1702–1773), Bildhauer
- Johann Andreas Silbermann (1712–1783), Orgelbauer
- Elias Stöber (1719–1778), evangelischer Theologe
- Karoline von Pfalz-Zweibrücken (1721–1774), Landgräfin von Hessen-Darmstadt
- Jacob Reinbold Spielmann (1722–1783), Apotheker, Mediziner und Chemiker
- Johann Gottfried Zentgrav (1722–1762), deutscher Rhetoriker, Philologe und evangelischer Theologe
- Johann Michael Lorenz (1723–1801), Philosoph und Hochschullehrer
- Dagobert Sigmund von Wurmser (1724–1797), österreichischer Feldmarschall
- Johann Georg Roederer (1726–1763), deutscher Mediziner
- Jean-Marie Cuchot d’Herbain (1727–1801), Weihbischof in Trier
- Richard François Philippe Brunck (1729–1803), Altphilologe
- Jean-Joseph Rodolphe (1730–1812), Hornist, Geiger, Komponist und Musikpädagoge
- Georg Friedrich Meyer (1733 oder 1735–1779), Figuren-, Bildnis- und Landschaftsmaler, Zeichner und Kupferstecher
- François-Christophe Kellermann (1735–1820), General, Pair und Marschall von Frankreich
- Jeremias Jakob Oberlin (1735–1806), Gelehrter, Philologe, Germanist
- Christoph Wilhelm von Koch (1737–1813), Hochschullehrer, Schriftsteller, Bibliothekar, Diplomat und Politiker
- Ludwig Heinrich von Nicolay (1737–1820), Lyriker
- Philippe Rühl (1737–1795), Deputierter
- Johann Daniel Metzger (1739–1805), deutscher Mediziner
- Philipp Jakob Loutherbourg der Jüngere (1740–1812), britisch-französischer Maler, Radierer und Aquatinta-Stecher
- Johann Friedrich Oberlin (1740–1826), evangelischer Pfarrer und Sozialpionier
- Ludwig Samson von Rathsamhausen zu Ehenweyer (1740–1819), Regierungspräsident in Darmstadt
- Johann Christian von Mannlich (1741–1822), deutscher Maler und Architekt
- Theobald Hilarius Marchand (1741–1800), Theaterunternehmer
- Jean Benoît Schérer (1741–1824), Jurist, Historiker, Topograph, Diplomat und Freimaurer
- Jacques Maurice Hatry (1742–1802), General und Senator
- Johann Georg Treuttel (1744–1826), Buchhändler und Verleger
- Heinrich Leopold Wagner (1747–1779), deutscher Schriftsteller
- Jean-Baptiste Weyler (1747–1791), Miniaturmaler und Emailleur
- Friedrich von Dietrich (1748–1793), Naturwissenschaftler
- Franz Alexander Espiard von Colonge (1748–1814), bayerischer Generalmajor
- Matthias Klotz (1748–1821), deutscher Bühnenmaler und Lithograf
- Jean-Frédéric Edelmann (1749–1794), Cembalist und Komponist
- Johann Christian Ehrmann (1749–1827), deutscher Mediziner und Autor
- Friedrich Rudolf Salzmann (1749–1821), französisch-elsässischer Jurist, nobilitierter Legationsrat, Buchhändler, Buchdrucker und Herausgeber und mit Goethe befreundeter Publizist

#### 1751 bis 1800
- Isaak Haffner (1751–1831), Theologe und Hochschullehrer
- Sébastien Érard (1752–1831), Instrumentenbauer
- Philippe-André Grandidier (1752–1787), Historiker
- Bernhard Friedrich von Türckheim (1752–1831), Bankier und Politiker
- Jean-Baptiste Kléber (1753–1800), General
- Franz Heinrich Ziegenhagen (1753–1806), deutscher Kaufmann und Sozialutopist
- Nicolas-Joseph Hüllmandel (1756–1823), Pianist, Glasharmonikaspieler und Komponist
- Anton Will (1752–1821), deutscher Mediziner
- Edmond Paul de Barth, geborene Marie Antoinette de Barth (1754–1808), Zisterzienserin, Trappistin und Oberin
- Charlotte Ackermann (1757–1775), deutsche Schauspielerin
- Christophe Guérin (1758–1831), Maler und Radierer
- François Andrieux (1759–1833), Gelehrter, Dichter und Jurist
- Jacques Widerkehr (1759–1823), Cellist
- George Augustus Baker sr. (1760–1847), US-amerikanischer Maler
- Joseph Ludwig Colmar (1760–1818), Bischof von Mainz
- Jean-Urbain Guérin (1760–1936), Miniaturmaler
- Christian Kramp (1760–1826), Arzt, Mathematiker und Physiker
- Marie Tussaud (1761–1850), Wachsbildnerin und Gründerin von Madame Tussauds
- Jean-Baptiste Olivier (1765–1813), General der Kavallerie
- Louise Humann (1766–1836), katholische Bürgerin Straßburgs
- Johann Protasius von Anstett (1766–1835), russischer Diplomat
- Benjamin Constant (1767–1830), Schriftsteller und Politiker
- Johann Daniel Osterrieth (1768–1839), Architekt des Klassizismus
- Johann Jakob Humann (1771–1834), Generalvikar des Bistums Mainz
- Benjamin Zix (1772–1811), deutsch-französischer Maler
- Jean-Pierre Aumer (1774/76–1833), Tänzer und Choreograf
- Louis-François Lejeune (1775–1848), Maler und General
- Jean-Baptiste Schwilgué (1776–1856), Uhrmacher
- Marc François Jérôme Wolff (1776–1848), General der Kavallerie
- Christian Gottfried Nestler (1778–1832), Professor
- Vinzenz Sultzer (1778–1868), Ordensschwester und Generaloberin
- Johann von Türckheim (1778–1847), badischer Beamter und Politiker
- Johann Friedrich von Türckheim (1780–1850), Bürgermeister von Straßburg
- Johann Georg Daniel Arnold (1780–1829), deutscher Jurist und Schriftsteller
- Jean-Georges Humann (1780–1842), Staatsmann
- Gustave Vogt (1781–1870), Oboist, Musikpädagoge und Komponist
- Philippe Louis Voltz (1785–1840), Bergbauingenieur, Metallurge, Geologe und Fossiliensammler
- Ludwig I. (1786–1868), deutscher Fürst
- Auguste von Bayern (1788–1851), Vizekönigin von Italien, Herzogin von Leuchtenberg und Fürstin zu Eichstätt
- Carl Friedrich Hartmann (1788–1864), deutschsprachiger Lyriker
- Daniel Düringer (1790–1849), deutscher Hotelier und Mitglied des nassauischen Landtags
- Wilhelm Rautenstrauch (1791–1858), deutscher Kaufmann und Politiker
- Adam Walther Strobel (1792–1850), deutscher Pädagoge und elsässischer Regionalhistoriker
- Andreas Jung (1793–1863), protestantischer Kirchenhistoriker und Bibliothekar
- Johann Georg Heck (1795–1857), Verlagskaufmann, Lithograf, Kartograf, Geograf und Autor
- Georg Wilhelm von Wedekind (1796–1856), deutscher Forstmann
- Electrina von Freyberg, geborene Stuntz (1797–1847), Malerin
- Franz Härter (1797–1874), Pfarrer
- Joseph Deharbe (1800–1871), römisch-katholischer Priester, Katechetiker und Pastoraltheologe
- Félix Fries (1800–1859), Architekt
- Ludwig Adolf Spach (1800–1879), Historiker, Übersetzer, Journalist und Romanschriftsteller

### 19. Jahrhundert

#### 1801 bis 1850
- Édouard Spach (1801–1879), Botaniker
- Théodore Ratisbonne (1802–1884), katholischer Priester
- Louis Kramp (1804–1871), deutsch-französischer Lithograf, Kalligraf und Unternehmer
- Alfred Renouard de Bussière (1804–1887), Bankier, Industrieller und Politiker
- Eduard Reuss (1804–1891), evangelischer Theologe
- Camille Saglio (1804–1889), Landschaftsmaler und Illustrator der Düsseldorfer Schule
- Charles-Emmanuel Sédillot (1804–1883), Chirurg und Hochschullehrer
- Friedrich Alphons Pick (1808–1896), Schriftsteller und Politiker
- August Stöber (1808–1884), Schriftsteller
- Louis Roederer (1809–1870), Weinkaufmann
- Jean-Georges Kastner (1810–1867), Komponist und Musikschriftsteller
- Gustave Klotz (1810–1880), Architekt
- Adolphe Stoeber (1810–1892), evangelischer Geistlicher und Schriftsteller
- Friedrich Wilhelm Bergmann (1812–1887), Philologe
- Ferdinand Braun (1812–1854), Schriftsteller und Librettist
- August Eduard Cunitz (1812–1886), evangelischer Theologe
- Edmond Fleischhauer (1812–1896), Unternehmer, Lokalpolitiker, Mäzen und Sammler
- Charles Schmidt (1812–1895), Theologe, Historiker und Religionswissenschaftler
- Alphonse Ratisbonne (1814–1884), Mitbegründer der Kongregation der Sionsschwestern
- Louis Charles Auguste Steinheil (1814–1885), Maler
- Émile Boeswillwald (1815–1896), Architekt und Denkmalpfleger
- Gustav Adolf Bergmann (1816–1891), deutscher Kaufmann und Mitglied des deutschen Reichstags
- Charles Frédéric Gerhardt (1816–1856), Chemiker
- Charles Adolphe Wurtz (1817–1884), Arzt und Chemiker
- Ferdinand Schneegans (1820–1901), Jurist und Politiker im Reichsland Elsass-Lothringen
- Jean-Baptiste Verchère de Reffye (1821–1880), Konstrukteur von Geschützen
- Charles Winter (1821–1904), Lithograf, Maler und Fotograf
- Jean Geoffroy Conrath (1824–1892), deutsch-französischer Architekt und Stadtplaner
- Gustav Hummel (1824–1910), badischer Unternehmer und Politiker
- Oscar Berger-Levrault (1826–1903), Philatelist
- Charles Lallemand (1826–1904), Jurist, Journalist, Zeichner, und Maler
- Charles Netter (1826–1882), Chowew Zion
- Frederick Augustus Klein (1827–1903), Missionar der anglikanischen Church Mission Society
- Ernest Lauth (1827–1902), deutscher Bankier, Bürgermeister von Straßburg und Mitglied des Deutschen Reichstags
- Paul Pradier-Fodéré (1827–1904), Jurist und Publizist
- Louis Ratisbonne (1827–1900), Schriftsteller und Übersetzer
- Alexis von Schauenburg (1828–1894), Gutsbesitzer und Mitglied des Deutschen Reichstags
- Paul Schützenberger (1829–1897), Chemiker
- Gustave Jundt (1830–1884), Landschafts- und Genremaler, Karikaturist, Graveur und Illustrator
- Numa Denis Fustel de Coulanges (1830–1889), Historiker, Professor an der Universität Straßburg und Dierektor des lycée Fustel de Coulanges
- Charles Friedel (1832–1899), Chemiker
- Frédéric Auguste Lichtenberger (1832–1899), Theologe
- François Emile Ehrmann (1833–1910), Maler und Glasmaler
- Julius Friedrich Emil Rathgeber (1833–1893), deutscher evangelischer Geistlicher und Landeshistoriker des Elsass
- Friedrich August Ihme (1834–1915), elsässischer evangelisch-lutherischer Theologe
- Carl August Schneegans (1835–1898), liberaler Journalist und Politiker
- Mélanie Renouard de Bussière (1836–1914), Königin von Paris
- Edmond Fuchs (1837–1889), Geologe, Ingenieur und Forschungsreisender
- Émile Waldteufel (1837–1915), Musiker und Komponist
- Johann Jakob Schuster (1838–1901), Schweizer Bankier
- Daniel Auguste Rosenstiehl (1839–1916), Chemiker
- Philipp Sulzberg (1839–1889), deutscher Architekt
- Rudolf Reuß (1841–1924), Pädagoge, Bibliothekar und Historiker
- Édouard Schuré (1841–1929), Schriftsteller und Theosoph
- Chrétien Waydelich (1841–19??), Krocketspieler und Olympiasieger
- Edward Dannreuther (1844–1905), englischer Pianist und Musikpädagoge
- Charles Léon Ungemach (1844–1928), Industrieller und Landtagsabgeordneter
- Alfred Maurice Picard (1844–1913), Ingenieur und Politiker
- Nicolaus Delsor (1847–1927), katholischer Geistlicher, Senator und Mitglied des Deutschen Reichstags
- Charles Huber (1847–1884), Arabienreisender
- Carl Fürstner (1848–1906), deutscher Neurologe und Psychiater
- Alfred Morel-Fatio (1850–1924), Romanist und Hispanist

#### 1851 bis 1875
- Paul Friesé (1851–1917), Architekt
- Hugo Zorn von Bulach (1851–1921), deutscher Politiker und Mitglied des Reichstages
- Frédéric Kastner (1852–1882), Physiker und Erfinder
- Louis Leblois (1854–1928), Anwalt und Schriftsteller
- Marie-Georges Picquart (1854–1914), Offizier, Kriegsminister und Beteiligter in der Dreyfus-Affäre
- Paul Appell (1855–1930), Mathematiker
- Louis-Gustave Binger (1856–1936), Offizier und Afrikaforscher
- Alfred Mühleisen (1856–1931), Journalist, Bierbrauer und Mitglied des deutschen Reichstags
- Andreas Franz Wilhelm Schimper (1856–1901), deutscher Botaniker und Universitätsprofessor
- Léon Wieger (1856–1933), Theologe, Mediziner, Sinologe und Autor
- Marie-Joseph Erb (1858–1944), Organist, Komponist und Musikpädagoge
- Charles de Foucauld (1858–1916), Forscher, Offizier, Priester, Mönch und Eremit
- Franz Zorn von Bulach (1858–1925), Geistlicher
- Charles Diehl (1859–1944), Historiker
- Eugénie Stoetzer (1860–1941), französisch-deutsche Malerin
- Gustave Krafft (1861–1927), Architekt und Maler
- Albert Waddington (1861–1926), Historiker
- Heinrich Schneegans (1863–1914), Romanist und Schriftsteller
- Hugo Becker (1863–1941), deutscher Cellist, Cellolehrer und Komponist
- Léon Hornecker (1864–1924), Maler und Aquarellist
- Maximilian Schwalb (1864–1943), deutscher Reichsgerichtsrat und Ministerialbeamter
- Charles Andler (1866–1933), Germanist und Professor
- August Scharrer (1866–1936), deutscher Dirigent und Komponist
- Eugen Wilhelm (1866–1951), deutsch-französischer Jurist, Richter, Rechtsanwalt und Autor
- Alfred Marzolff (1867–1936), Künstler, Bildhauer und Medailleur
- Joseph Maria Benedikt Clauß (1868–1949), katholischer Priester, Theologe und Archivar
- Jacques Peirotes (1869–1935), Redakteur, Politiker, Bürgermeister und Mitglied des Deutschen Reichstags
- Minna Wettstein-Adelt (1869–?), Schriftstellerin, Herausgeberin und Frauenrechtlerin
- André Lichtenberger (1870–1940), Romanschriftsteller und Soziologe
- Helmar Lerski (1871–1956), Schweizer Fotograf, Kameramann und Filmregisseur
- Theodor Michelis (1872–1936), Offizier
- Alfred Saltzgeber (1872–1936), katholischer Theologe und Parlamentarier
- Frank Schultz (1872–1913), Mediziner
- Erich Wöllwarth (1872–1951), Offizier
- Paul Braunagel (1873–1954), Künstler, Zeichner, Maler, Graveur, Glasmaler und Karikaturist
- Auguste Cammissar (1873–1962), Maler
- Alexander Dominicus (1873–1945), Jurist, Verwaltungsbeamter und Politiker
- Johanna Hipp (1873–1953), Grafikerin und Malerin
- Karl von Lewinski (1873–1951), Jurist und Diplomat
- Eduard Mosler (1873–1939), Bankier
- Heinrich Emil Timerding (1873–1945), Mathematiker
- Pierre Héring (1874–1963), Offizier und Militärhistoriker
- Heinrich Liebmann (1874–1939), Mathematiker
- Max Looff (1874–1954), Marineoffizier
- Hermann Hoffmann-Fölkersamb (1875–1955), Jurist, Dolmetscher und Diplomat
- Otto Michaelis (1875–1949), evangelischer Theologe
- Georges Ritleng (1875–1972), Maler, Zeichner und Graveur
- Hans Ritter von Baeyer (1875–1941), Orthopäde
- Karl Wendling (1875–1962), Violinist und Musikpädagoge

#### 1876 bis 1900
- Anna Bass (1876–1961), Bildhauerin und Graveurin
- Erwin Emerich (1876–1960), Maler
- Erwin Hintze (1876–1931), Kunsthistoriker
- Friedrich Holtzmann (1876–1948), Arzt und Hygieniker
- Paul Jordan (1876–1966), Architekt und Stadtplaner
- Bruno Meyermann (1876–1963), Astronom
- Rudolf Schröder (1876–?), Förster und Mitglied des Deutschen Reichstags
- Hugo von Waldeyer-Hartz (1876–1942), Marineoffizier und Schriftsteller
- Charlotte von Caemmerer (1877–1962), Krankenpflegerin und berufspolitische Aktivistin
- Juliane Karwath (1877–1931), Schriftstellerin
- Ivo Schricker (1877–1962), Fußballspieler und -funktionär
- Robert Bing (1878–1956), deutsch-schweizerischer Neurologe
- Paul Bürck (1878–1947), Maler, Graphiker und Textilgestalter
- Hermann Fecht (1878–1959), Verleger
- Kurt von Heeringen (1878–1937), Offizier, Freimaurer und Landesgroßmeister
- Otto Leiber (1878–1958), Maler, Grafiker und Bildhauer
- Heinrich Oster (1878–1954), Chemiker und verurteilter Kriegsverbrecher
- Julius Petersen (1878–1941), Literaturwissenschaftler
- Heinrich Ehehalt (1879–1938), Bildhauer, Medailleur und Grafiker
- Karl Klingler (1879–1971), Geigenvirtuose, Konzertmeister, Komponist, Musikpädagoge und Hochschullehrer
- Bruno Schumacher (1879–1957), Gymnasiallehrer und Historiker
- Johannes von den Driesch (1880–1967), Ministerialbeamter und Professor
- Wilhelm Gundel (1880–1945), Klassischer Philologe
- Émile Mathis (1880–1956), Automobilproduzent
- Franz Fuchs (1881–1971), Naturwissenschaftler, wissenschaftlicher Museumsmitarbeiter
- Elly Heuss-Knapp (1881–1952), Internistin, Kinderärztin und Diabetologin
- Richard Laqueur (1881–1959), Althistoriker und Klassischer Philologe
- Karl Stolte (1881–1951), Internist, Kinderarzt und Diabetologe
- Elisabeth Abegg (1882–1974), Pädagogin
- Louise Bresslau-Hoff (1882–1966), Schriftstellerin und Dichterin
- Alfred Chormann (1882–1957), württembergischer Oberamtmann und Landrat
- Ernst Damzog (1882–1945), Polizeibeamter und SS-Brigadeführer
- Hugo Jacobi (1882–1954), Dichter
- Robert Redslob (1882–1962), deutsch-französischer Staats- und Völkerrechtler
- Georges Weill (1882–1970), französischer Redakteur und Politiker, Mitglied des Deutschen Reichstags (SPD) und der französischen Nationalversammlung
- Heinrich Doehle (1883–1963), Staatsbeamter
- Siegfried Hilpert (1883–1951), Chemiker
- Wilhelm Hoff (1883–1945), Luftfahrtpionier, Ingenieur und Hochschullehrer
- Gertrud Kraut (1883–1980), Keramikerin
- Oskar Wackerzapp (1883–1965), Politiker (CDU)
- Kurt Blaum (1884–1970), Politiker (CDU)
- Hans-Heinrich Dieckhoff (1884–1952), Botschafter
- Otto Froitzheim (1884–1962), Tennisspieler und Verwaltungsjurist
- Wilhelm Wagner (1884–1970), Geologe
- Henri Barbenés (1885–1969), deutsch-französischer Ruderer
- Karl Friederich (1885–1944), Münsterbaumeister in Ulm
- Paul Gröber, auch Pablo Groeber (1885–1964), deutsch-argentinischer Geologe und Hochschullehrer
- Eduard von Jan (1885–1971), Romanist und Provenzalist
- Alfons Scherer (1885–1964), Verwaltungsjurist und Schriftsteller
- Meta Weber (1885–1953), Opernsängerin und Schauspielerin
- Hans Arp (1886–1966), deutsch-französischer Maler, Bildhauer und Lyriker
- René Beeh (1886–1922), Maler und Grafiker
- Otto Bünger (1886–unbekannt), Landrat
- Robert Heger (1886–1978), Dirigent, Komponist und Hochschullehrer
- Fritz Jessen (1886–1951), Jurist, Industrieller, Bankier und Finanzvorstand von Siemens & Halske
- Simon Lévy (1886–1973), Maler
- Paul Carrière (1887–1929), Musikpädagoge und Komponist
- Charles Gottweiss (1887–1976), Künstler und Bildhauer
- Friedrich List (1887–1965), Jurist und Bibliothekar
- Fritz Scheuermann (1887–?), Jurist
- Hans von Benda (1888–1972), Dirigent, Musikredakteur und Offizier
- Charles Frey (1888–1955), Journalist und Politiker, Bürgermeister von Straßburg
- Christian Nußbaum (1888–1939), Politiker (SPD) und badischer Landtagsabgeordneter
- Lucien Adrion (1889–1953), französischer Maler
- Paul Fallot (1889–1960) französischer Geologe und Paläontologe
- Manu Leumann (1889–1977), Indogermanist
- Werner Mollweide (1889–1978), Maler
- Hedda Vernon (1889–1961), Schauspielerin
- Paul Welsch (1889–1954), französischer bildender Künstler
- Paul Wernert (1889–1972), deutsch-französischer Paläontologe, Ethnologe und Archäologe
- Walter Krüger (1890–1945), General der Waffen-SS
- Otto Mayer (1890–1971), Ministerialbeamter
- Franz Albrecht Medicus (1890–1967), Jurist
- Arno von Moyzischewitz (1890–1937), Offizier und Unternehmer
- Fritz Münch (1890–1970), Chordirigent, Theologe und Hochschullehrer
- Hilla von Rebay (1890–1967), Malerin
- Carl Wesle (1890–1950), Germanist und Hochschullehrer
- Rudolf Cammisar (1891–1983), Maler, Graphiker und Zeichner
- Hanns Grewenig (1891–1961), Ingenieur und Manager in der Automobilindustrie
- Jules Kruger (1891–1959), Kameramann
- Emil Martin (1891–1967), Politiker (SPD)
- Friedrich Muck-Lamberty (1891–1984), Kunsthandwerker
- Charles Münch (1891–1968), Dirigent
- Karl Ott (1891–1977), Verwaltungsbeamter
- Friedrich-Georg Eberhardt (1892–1964), Offizier, zuletzt Generalleutnant im Zweiten Weltkrieg
- Albert Herrmann (1892–1977), badischer Verwaltungsjurist und Kommunalpolitiker (NSDAP)
- Robert Nußbaum (1892–1941), Arzt und Wohltäter
- Eduard Reinacher (1892–1968), Lyriker, Hörspielautor, Erzähler und Dramatiker
- Friedrich Stolberg (1892–1975), Architekt, Burgen- und Höhlenforscher
- Herbert von Bose (1893–1934), Oberregierungsrat und politischer Referent
- Kurt Hutton (1893–1960), britischer Fotograf (geb. als Kurt Hübschmann)
- Wolfgang Hoffmann (1893–1956), Jurist und Politiker (CDU)
- Friedrich Smend (1893–1980), Theologe, Bibliothekar und Bach-Forscher
- José Antonio Benton (1894–1986), Rechtsanwalt und Schriftsteller
- Emil Forrer (1894–1986), Schweizer Assyriologe, Altertumskundler und Hethitologe
- Marion Henseler (1894–1985), Malerin
- Friedrich-Wilhelm Krüger (1894–1945), Politiker (NSDAP) und SS-Führer
- Erich Buschenhagen (1895–1994), General der Infanterie
- Hans-Georg von Friedeburg (1895–1945), Marineoffizier, zuletzt Generaladmiral im Zweiten Weltkrieg
- Ernst von Hippel (1895–1984), Jurist und Rechtsphilosoph
- Smilo von Lüttwitz (1895–1975), Offizier
- Rudolph Minkowski (1895–1976), deutsch-amerikanischer Astrophysiker
- Horst Rechenbach (1895–1968), Offizier, zuletzt SS-Oberführer, nationalsozialistischer Politiker, Forscher und Schriftsteller
- Els Voelter (1895–1977), Unternehmerin und Nationalsozialistin
- Friedrich von Broich (1896–1974), Offizier
- René Hauss (1896–1965), Politiker
- Paula Jordan (1896–1986), Buchillustratorin, Autorin und Malerin
- Willi Worch (1896–1972), NS-Funktionär
- Paul Alverdes (1897–1979), Schriftsteller
- Hans Ficker (1897–1968), Jurist
- Maria Gress (1897–1945), Pädagogin, Widerstandskämpferin gegen den Nationalsozialismus
- Siegfried Landshut (1897–1968), Politologe und Soziologe
- Hans Mayer-Wegelin (1897–1983), Forstwissenschaftler und Hochschullehrer
- Erich Reitzenstein (1897–1976), klassischer Philologe
- Rudolf Schwarz (1897–1961), Architekt
- Otto Berninger (1898–1991), Geograph und Hochschullehrer
- Hermann Mayer-Falkow (1898–1963), Schauspieler, Theaterregisseur und Operettensänger
- Georg Graf von Rittberg (1898–1973), Generalleutnant im Zweiten Weltkrieg
- Hermann Achenbach (1899–1982), Chorleiter und Gesangspädagoge
- Marie-Berta von Brand (1899–1977), Agrarwissenschaftlerin
- Max Fink (1899–1985), Ingenieur und Hochschullehrer
- Julius Salter (1899–1973), Verleger
- Rémi Weil (1899–1943), französischer Wasserspringer und Schwimmer
- Hans Erlenmeyer (1900–1967) deutsch-schweizerischer Chemiker
- René Keller (1900–2003), Schweizer Jurist und Oberauditor der Militärjustiz
- Albert Kirrmann (1900–1974), Chemiker
- Victor Nessmann (1900–1944), Arzt, Résistancekämpfer und Opfer des Nationalsozialismus
- Ernst August Weiß (1900–1942), Mathematiker, Hochschullehrer
- Erich Welter (1900–1982), Publizist und Wirtschaftswissenschaftler

### 20. Jahrhundert

#### 1901 bis 1920
- Paul Hirschberg (1901–1999), SS-Standartenführer
- Burkhard Kommerell (1901–1990), Arzt für Innere Medizin und Radiologe
- Ernst Lohner (1901–1944), römisch-katholischer Geistlicher, Spiritaner und Märtyrer
- Hans Reiter (1901–1973), Politiker (NSDAP)
- Charles Schlewer (1901–1986), Ruderer
- Friedrich Seethaler (1901–1994), Verwaltungsbeamter und Kommunalpolitiker
- Rose Stein (1901–1976), Harfenistin und Musikpädagogin
- Paulus von Stolzmann (1901–1989), Diplomat
- Hans Heinz Stuckenschmidt (1901–1988), Musikwissenschaftler, Musikkritiker und Komponist
- Jürgen Wagner (1901–1947), SS-Führer
- Hermann Busch (1902–1976), General
- Oscar Cullmann (1902–1999), evangelischer Exeget und Theologe
- Robert H. Park (1902–1994), US-amerikanischer Ingenieur der Elektrotechnik
- Alfred Pönisch (1902 – nach 1944), Verwaltungsjurist und Landrat
- Heinz Renkewitz (1902–1974), evangelischer Theologe
- Jochen Joachim Bartsch (1903–1965), Schauspieler, Regisseur, Dramaturg und Drehbuchautor
- Amely Goebel (1903–1982), Politikerin, Wirtschaftswissenschaftlerin und Sozialarbeiterin
- Kurt Heuser (1903–1975), Schriftsteller und Drehbuchautor
- Oskar Oesterle (1903–1964), Staatsbeamter und Bergwerksdirektor
- Franz Büchler (1904–1990), Schriftsteller und Bildender Künstler
- Philippe Dollinger (1904–1999), französischer Historiker
- Albert Freyermuth (1904–1971), Fußballspieler
- Hans Goguel (1904–1987), Schauspieler, Hörspielsprecher und Funkregisseur
- Friedrich Kolander (1904–1979), Schauspieler und Regisseur
- Hermann Niebuhr (1904–1968), Lehrer und Basketballspieler
- Werner Schäfer (1904–1973), KZ-Kommandant
- Karl Walker (1904–1975), Sozialwissenschaftler und Politiker (SPD)
- Emil Zeibig (1904–1981), Schwimmer
- Charles Ehresmann (1905–1979), französischer Mathematiker
- Ernst Hasselbach (1905–?), Schauspieler, Drehbuchautor und Filmproduzent
- Bruno Müller (1905–1960), Jurist, SS-Obersturmbannführer und Oberregierungsrat
- Karl Steuerwald (1905–1989), Sprachwissenschaftler
- Ernst Anrich (1906–2001), Historiker und Nationalsozialist
- Hans Bethe (1906–2005), deutsch-US-amerikanischer Physiker
- Louis-Bertrand Geiger (1906–1983), Dominikaner und Philosoph
- Andreas Hohlfeld (1906–1945), Pädagoge
- Hannes Kremer (1906–1976), Schriftsteller
- Erich Valentin (1906–1993), Musikwissenschaftler
- Alfred Will (1906–1982), Grafiker und Kunstprofessor
- Friedrich Aßmus (1907–1992), Physiker
- Lotte Brill (1907–nach 1936), Kostüm- und Bühnenbildnerin
- Walter Grube (1907–1992), Archivar und Landeshistoriker
- Georg Renno (1907–1997), NS-Massenmörder
- Wilhelm von Roeder (1907–1972), Brigadegeneral
- Charles-Gustave Stoskopf (1907–2004), Architekt
- Rudi Goguel (1908–1976), Widerstandskämpfer gegen den Nationalsozialismus
- Jean Oser (1908–2002), deutsch-amerikanischer Filmeditor
- Gerolf Steiner (1908–2009), Professor für Zoologie
- Waldemar Krause (1908–1992), SS-Offizier und vermutlicher Massenmörder
- Egbert von Frankenberg und Proschlitz (1909–2000), Parteipolitiker und Militärwissenschaftler der DDR
- Erwin Reuben Jacobi (1909–1978), französisch-schweizerischer Cembalist, Organist und Musikwissenschaftler
- Hans-Otto Meissner (1909–1992), Diplomat und Schriftsteller
- Max Bense (1910–1990), Philosoph, Schriftsteller und Publizist
- Walther Hellige (1910–1984), Politiker (FDP, CDU)
- Hermann Hildebrandt (1910–1982), Dirigent
- Helmut von Jan (1910–1991), Historiker sowie Archivar
- Georges Loinger (1910–2018), französisches Mitglied der Résistance
- Heinz Cramer (1911–2003), Stabsoffizier und Moderner Fünfkämpfer
- Wolfgang Brobeil (1911–1981), Journalist, Redakteur und Regisseur
- Erwin Feller (1911–1991), Politiker (Gesamtdeutscher Block/Bund der Heimatvertriebenen und Entrechteten)
- Jean-Pierre Lévy (1911–1996), Mitglied der Résistance
- Walter Schmitt (1911–2005), Mediziner
- Daniel Bénédite (1912–1990), Sozialist
- Heinrich Bresslau (1912–1997), Architekt
- Paul G. Hahnemann (1912–1997), Unternehmer
- Franz Hitzel (1912–1994), Architekt und Regierungsbaudirektor
- Alexander Borell (1913–1998), Autor
- Frédéric Fritz Keller (1913–1985), Fußballspieler
- Georg Picht (1913–1982), Philosoph, Theologe und Pädagoge
- Ilse Totzke (1913–1987), Musikerin und Gerechte unter den Völkern
- Charles Fehrenbach (1914–2008), französischer Astronom
- Jacques Feldbau (1914–1945), französischer Mathematiker
- Barbara Haccius (1914–1983), Biologin und Hochschullehrerin
- Ludwig Lenel (1914–2002), Organist und Komponist
- Hans Puls (1914–1992), Musikwissenschaftler, Philosophie- und Sprachlehrer sowie Kirchenliederkomponist
- Herbert Schneider (1915–1995), Politiker (DP)
- Heinrich Rindfleisch (1916–1969), Arzt und SS-Offizier
- Gerhard Rudolph (1916–2001), Medizin-, Pharmaziehistoriker und Hochschullehrer
- Hans Samelson (1916–2005), US-amerikanischer Mathematiker
- Gerhard Wolfgang Lüdtke (1917–1944), Reiseschriftsteller
- Georg Schug (1917–2007), Elektroingenieur
- Albert Greiner (1918–2013), Theologe, Pfarrer und Luther-Forscher
- Curt Keller (1918–1992), Fußballspieler
- Eugène Philipps (1918–2018), Lehrer, Lyzealprofessor, Publizist und Soziolinguist
- Klaus Samelson (1918–1980), Mathematiker, Physiker und Informatik-Pionier
- Mathilde Brini (1919–2011), Chemikerin und Hochschullehrerin
- Otto Hermann Grevesmühl (1919–1981), deutscher Musiker, Konzertmeister, Dirigent und Konzertorganisator
- Reno Nonsens (1919–2001), deutscher Schauspieler und Kabarettist
- Rhena Schweitzer-Miller (1919–2009), Tochter von Friedensnobelpreisträger Albert Schweitzer
- Antoinette Becker (1920–1998), französisch-deutsche Kinder- und Jugendbuchautorin
- Jean-Jacques Schweitzer (1920–1993), Offizier der Marine, Vizeadmiral

#### 1921 bis 1940
- André Appel (1921–2007), lutherischer Theologe, Generalsekretär des Lutherischen Weltbundes
- Jean-Louis Koszul (1921–2018), Mathematiker
- Jacques Martin (1921–2010), Comiczeichner
- Pierre Amiet (1922–2021), Kunsthistoriker
- André Bord (1922–2013), Résistancekämpfer und gaullistischer Politiker
- Raymond Matzen (1922–2014), Dichter und Hochschulprofessor
- Jean Bollack (1923–2012), Philologe und Philosoph
- Marcel Marceau (1923–2007), Pantomime
- Germain Muller (1923–1994), Kabarettist, Dichter und Theaterautor
- Marcel Rudloff (1923–1996), Rechtsanwalt und christdemokratischer Politiker
- Lucien Lazare (* 1924), jüdischer Widerstandskämpfer
- Serge Leclaire (1924–1994), Autor und lacanianischer Psychoanalytiker
- Noah Klieger (1925–2018), israelischer Sportjournalist, Überlebender und Zeitzeuge des Holocaust
- Étienne Lux (1925–2020), Politiker
- Max Warschawski (1925–2006), Elsässer Rabbiner
- Jean-Pierre Munch (1926–1996), Radrennfahrer
- Francis Rapp (1926–2020), Mediävist
- Gérard Emmanuel Weil (1926–1986), Hebraist, Bibelforscher und Hochschullehrer
- Prosper Weil (1926–2018), Jurist
- René Hauss (1927–2010), Fußballspieler und -trainer
- Hans Medernach (1928–2007), deutscher Zeitungsverleger und Publizist
- François Remetter (1928–2022), Fußballspieler
- Silvan S. Schweber (1928–2017), US-amerikanischer theoretischer Physiker und Wissenschaftshistoriker
- Claude Starck (1928–2025), Schweizer Cellist
- Claude Rich (1929–2017), Schauspieler
- Tomi Ungerer (1931–2019), Grafiker, Schriftsteller und Illustrator
- Michel Roos (1932–2002), Mediziner, Hochschullehrer und Schachspieler
- Lucien Prosper Ernest Fischer (* 1933), emeritierter Apostolischer Vikar von Saint-Pierre und Miquelon
- Solange Fernex (1934–2006), Politikerin (Les Verts), Pazifistin und Umweltschützerin
- François Scheer (1934–2024), Diplomat
- Georges Weill (1934–2022), Archivar und Historiker
- Frédéric Schlick (1935–2006), Jazzmusiker
- Guy Reibel (* 1936), Komponist, Musikpädagoge und Chorleiter
- Raymond-Émile Waydelich (1938–2024), Maler, Bildhauer und Aktionskünstler
- René Egles (* 1939), Liedermacher, Sänger und Multiinstrumentalist
- Jean-Paul Heider (* 1939), Manager und Politiker

#### 1941 bis 1960
- Gilbert Gress (* 1941), französisch-schweizerischer Fußballspieler und -trainer
- Hughes Kirschoffer (* 1941), ehemaliger französischer Autorennfahrer
- Robert Wurtz (* 1941), französischer Fußballschiedsrichter
- Gerold Anrich (1942–2013), Verleger, Schriftsteller und Übersetzer
- Gunther Franz (* 1942), Theologe, Historiker und Bibliothekar
- Wolfgang Huber (* 1942), evangelischer Theologe
- Hanne F. Juritz (* 1942), Schriftstellerin und Künstlerin
- Jean-Michel Spieser (* 1942), Archäologe
- Matthias Werner (* 1942), Historiker
- Wolf-Dieter Dressler (* 1943), Richter
- Ulrich Frank (1943–2017), Schauspieler und Synchronsprecher
- Rolf W. Günther (* 1943), Mediziner
- Michael Haensel (1943–2017), Regisseur
- Rolf Kaiser (* 1943), Volkswirt und Diplomat
- Thomas Lauck (1943–2024), Musiker
- Georg Simonis (* 1943), Politikwissenschaftler
- Mark Wirtz (1943–2020), Musikproduzent, Komponist, Arrangeur, Musiker, Entertainer, Stand-up-Comedian, Autor und Maler
- Bob Wollek (1943–2001), französischer Autorennfahrer
- Norbert Brieskorn (* 1944), Jesuitenpater und Professor für Rechtsphilosophie
- Gérard Krimmel (* 1944), Maler
- Jean-Hubert Martin (* 1944), Kunsthistoriker, Kurator und Museumsleiter
- Thomas Schulte-Michels (* 1944), Theater- und Opernregisseur
- Jürgen Theobaldy (* 1944), Schriftsteller
- Hans-Joachim Veen (* 1944), Politikwissenschaftler
- Suzanne Griesbach (* 1945), Geherin
- Jean Weissenbach (* 1946), Genetiker
- Armand Angster (* 1947), Klarinettist
- Joseph Daul (* 1947), Politiker (UMP)
- Jean-Martin Folz (* 1947), Manager, Vorstandsvorsitzender von Groupe PSA
- Irène Kuhn (* 1947), Germanistin, Übersetzerin, Schriftstellerin und Hochschullehrerin
- André Schneider (* 1947), Politiker (UMP)
- Michel Deutsch (* 1948), Schriftsteller, Übersetzer und Theaterproduzent
- Thierry Mugler (1948–2022), Modedesigner und Fotograf
- Dominique-Marie Schoch (* 1948), römisch-katholischer Ordenspriester und Trappist
- Francis Wurtz (* 1948), Politiker (PCF)
- Marc Molitor (* 1949), Fußballspieler
- André Raboud (* 1949), Bildhauer und Kunstpädagoge
- Michel Warschawski (* 1949), israelischer Friedensaktivist und Publizist
- Arsène Wenger (* 1949), Fußballspieler und -trainer
- Claude Witz (* 1949), Rechtswissenschaftler und Hochschullehrer
- Jacques Blum (* 1950), Mathematiker und Hochschullehrer
- Jean-Marie Bockel (* 1950), Politiker (PS, La Gauche moderne)
- Ronald Hirlé (1950–2019), Verleger, Autor, Fotograf und der Gründer des Verlags HIRLE
- Bernard Struber (* 1950), Jazzmusiker und Organist
- René Deutschmann (* 1951), Fußballspieler
- Catherine Trautmann (* 1951), Politikerin (PS)
- Guy-Dominique Kennel (1952–2024), Politiker (UMP)
- Marie Pittroff (* 1952), deutsch-französische Malerin
- Jacques Vaillant (* 1952), Sänger
- Érik Izraelewicz (1954–2012), Wirtschaftsjournalist
- Klas Kärre (* 1954), schwedischer Mediziner und Immunologe
- Michèle Wolf (* 1954), Fußballspielerin
- Filip Adwent (1955–2005), polnischer Politiker
- Paul Knochel (* 1955), Chemiker
- Jean-Marie Speich (* 1955), Erzbischof und Diplomat des Heiligen Stuhls
- Patrice Meyer (* 1957), Gitarrist
- François Jakubowski (* 1958), Unternehmer und Autorennfahrer
- Elizabeth Sombart (* 1958), Pianistin
- Valérie Stroh (* 1958), Schauspielerin und Regisseurin
- Isabelle Graesslé (* 1959), Direktorin des Internationalen Museums der Reformation in Genf
- Pascale Hugues (* 1959), Journalistin und Schriftstellerin
- Jackie Niebisch (* 1959), Autor und Illustrator
- Jean-Luc Schneider (* 1959), Geistlicher der Neuapostolischen Kirche
- François Villeroy de Galhau (* 1959), französischer Bankmanager
- Rémy Vogel (1960–2016), Fußballspieler

#### 1961 bis 1980
- Alain Weill (* 1961), Manager und Unternehmer
- Benoît Dunoyer de Segonzac (* 1962), Komponist und Bassist
- Philippe Beck (* 1963), Schriftsteller, Dichter und Philosoph
- Laurent Epstein (* 1964), Jazzmusiker
- Martial Mischler (* 1964), Ringer
- Géraldine Keller (* 1966), Sängerin
- Jean-Marc Dreyfus (* 1968), Historiker
- Jean-Marc Foltz (* 1968), Klarinettist
- Christophe Ohrel (* 1968), Schweizer Fußballspieler
- Philippe Schaaf (* 1968), Handballspieler
- Éliette Abécassis (* 1969), Schriftstellerin
- Mathilde ter Heijne (* 1969), niederländische Video- und Installationskünstlerin und Hochschullehrerin
- Yvon Riemer (* 1970), Ringer
- Olivier Schmitthaeusler (* 1970), römisch-katholischer Ordensgeistlicher
- Éric Vogel (* 1970), Fußballspieler
- Fabrice Becker (* 1971), Freestyle-Skier
- Virginie Delvingt (* 1971), Badmintonspielerin
- Elif Shafak (* 1971), türkische Schriftstellerin
- Yann Wehrling (* 1971), Illustrator und Politiker
- Géraldine Schwarz (* 1974), Journalistin, Autorin und Dokumentarfilmerin
- Salomé Haller (* 1975), Opern- und Oratoriensängerin
- Valérien Ismaël (* 1975), Fußballspieler und -trainer
- Martin Klein (* 1976), Koch
- Petit (* 1976, Armando Gonçalves Teixeira), Fußballspieler
- Ralf-Olivier Schwarz (* 1976), deutsch-französischer Musikwissenschaftler und Musikpädagoge
- Mehdi Baala (* 1978), Mittelstreckenläufer
- Alex Lutz (* 1978), Schauspieler, Komiker und Theaterregisseur
- Cédric Kanté (* 1979), malischer Fußballspieler
- Frank Schneider (* 1979), Fußballschiedsrichter

#### 1981 bis 1990
- Sanel Jahić (* 1981), bosnischer Fußballspieler
- Nabil Dafi (* 1982), Fußballspieler
- Paul-Henri Mathieu (* 1982), Tennisspieler
- Gaëlle Baumann (* 1983), Pokerspielerin
- Jeanne Haag (* 1983), Fußballspielerin
- Erwin Kehlhoffner (* 1983), Badmintonspieler
- Clément Halet (* 1984), Fußballspieler
- Rachel Lang (* 1984), Drehbuchautorin und Filmregisseurin
- Pio Marmaï (* 1984), Schauspieler
- Damien Waeghe (* 1984), Handballspieler
- Yannick Imbs (* 1985), Fußballspieler
- Karim Matmour (* 1985), algerisch-französischer Fußballspieler
- M. Pokora (* 1985, Matthieu Tota), Pop- und RnB-Sänger
- Mickaël Robin (* 1985), Handballspieler
- Prisca Thevenot (* 1985), Politikerin
- Zouhair Bouadoud (* 1986), Fußballspieler
- Abraham Belaga (* 1986), Schauspieler
- Céline Distel-Bonnet (* 1987), Leichtathletin
- Tommy de Jong (* 1987), Fußballspieler
- Stéphane Tritz (* 1987), Fußballspieler
- Anthony Weber (* 1987), Fußballspieler
- Luka Karabatić (* 1988), Handballspieler
- Charlotte Lembach (* 1988), Säbelfechterin
- Hugo Clément (* 1989), Journalist und Tierschutzaktivist
- Matthieu Dreyer (* 1989), Fußballtorhüter
- Jonathan Schmid (* 1990), österreichisch-französischer Fußballspieler

#### 1991 bis 2000
- Cyriaque Rivieyran (* 1991), Fußballspieler
- Yann Benedick (* 1992), Fußballspieler
- Jonathan Clauss (* 1992), Fußballspieler
- Cynthia Vescan (* 1992), Ringerin
- Thibaut Favrot (* 1994), Skirennläufer
- Laura Schneider (* 1994), Handballspielerin
- Julien Maio (* 1994), Badmintonspieler
- Sara Balzer (* 1995), Säbelfechterin
- Marwa Loud (* 1996), R&B-Sängerin und Rapperin
- Ilona Kieffer (* 1997), Handballspielerin
- Dan Added (* 1999), Tennisspieler
- Michaël Cuisance (* 1999), Fußballspieler
- Léa Khelifi (* 1999), Fußballspielerin
- Anthony Schmid (* 1999), österreichisch-französischer Fußballspieler

### 21. Jahrhundert

#### 2001 bis 2020
- Nadir Hifi (* 2002), algerisch-französischer Basketballspieler
- Nordine Kandil (* 2001), marokkanisch-französischer Fußballspieler
- Ilyes Najim (* 2002), Fußballspieler
- Franci Bouebari (* 2003), Fußballspieler
- Jeff Erius (* 2004), Sprinter
- Rayan Rupert (* 2004), Basketballspieler
- Mamadou Diakhon (* 2005), französisch-senegalesischer Fußballspieler

## Bekannte Einwohner von Straßburg

### Bis 1800
- Meister Eckhart (1260–1328), Theologe, Mystiker und Philosoph
- Jakob Twinger von Königshofen (1346–1420), Chronist und Kanonikus der St.-Thomas-Kirche
- Johann Geiler von Kaysersberg (1445–1510), deutscher Dichter und Prediger
- Hieronymus Brunschwig (vor 1450–1512), Wundarzt und Autor, Stadtwundarzt in Straßburg von etwa 1475 bis 1513
- Johannes Burckard (1450–1506), Protonotar des Heiligen Stuhls, 1484 bis 1503 Zeremonienmeister an der römischen Kurie, ab 1503 Bischof
- Johannes Reinhard alias Hans Grüninger (um 1455 – um 1532), Drucker und Verleger
- Erasmus von Rotterdam (um 1467–1536), Humanist
- Hans Baldung, genannt Grien (1484/85–1545), Maler, Zeichner und Kupferstecher
- Beatus Rhenanus (1485–1547), Humanist
- Lorenz Fries (um 1490–1531/32), Arzt, Astrologe und Geograph
- Kaspar Schwenckfeld (1490–1561), Theologe
- Martin Bucer (1491–1551), Prediger und Theologe der Reformation
- Johannes Anglicus (1502–1577), evangelischer Theologe und Kirchenliedkomponist
- Johannes Sleidanus (1506–1556), deutscher Jurist und Diplomat
- Johannes Sturm (1507–1589), Pädagoge, Gründer des Protestantischen Gymnasiums
- Sebald Hauenreuter (1508–1589), Philosoph, Stadtphysicus von Straßburg und Professor der Medizin am Gymnasium
- Johannes Calvin (1509–1564)
- Michael Servetus (1511–1553), spanischer Arzt, Gelehrter, Humanist, Theologe und Antitrinitarier
- Girolamo Zanchi (1516–1590), reformierter Theologe, Alttestamentler in Straßburg
- Georg Brentel der Ältere (1525/30–1610), Wappen- und Miniaturmaler sowie Zeichner
- Cyriakus Spangenberg (1528–1604), evangelischer Theologe und Kirchenlieddichter
- Tobias Stimmer (1539–1584), Schweizer Maler
- Justus Meier (1566–1622), Kanoniker des Straßburger Thomasstifts, Hofmeister sowie Professor, Rektor, Visitator, Syndikus der Universität
- Johann Carolus (1575–1634), Buchdrucker, Gründer der ersten Straßburger Wochenzeitung
- Melchior Junius (1545–1604) Rhetoriker und Humanist
- Johannes Pappus (1549–1610), ein lutherischer Theologe und Konfessionalist
- Wolfhart Spangenberg (1567–1636), Meistersinger, Verfasser von Tierepen und dramatischen Dichtungen
- Matthias Bernegger (1582–1640), Hochschullehrer, Astronom
- Caspar Brülow (1585–1627), Professor der Rhetorik und Autor lateinischer Schuldramen
- Jakob Schaller (1604–1676), Philosoph und Theologe, Stiftspropst am Straßburger Thomaskapitel und Hochschullehrer
- Jesaias Rompler von Löwenhalt (1605–1672), deutscher Barockdichter
- Christoph Schorer (1618–1671), Mediziner, Schriftsteller und Astrologe
- Joachim Karl von Braunschweig-Wolfenbüttel (1573–1615), Bürgermeister der Stadt, 1608 nach Calvörde verzogen
- Andreas Silbermann (1678–1734), Orgelbauer
- Johann Georg Rohrer (1686–1765), Orgelbauer
- Johann Daniel Schöpflin (1694–1771) Professor der Geschichte, Beredsamkeit und Staatsrechtslehre an der Universität Straßburg.
- Franz Xaver Richter (1709–1789), Komponist und Münsterkapellmeister
- Johann Hermann (1738–1800), französischer Arzt, Naturforscher, Zoologe und Autor.
- Johann Wolfgang Goethe (1749–1832) studierte 1770/1771 in Straßburg Jura; in Sessenheim (von ihm „Sesenheim“ geschrieben) lernte er die Pfarrerstochter Friederike Brion kennen und schrieb die „Sesenheimer Lieder“ mit den Gedichten „Willkommen und Abschied“ und „Heidenröslein“.
- Jakob Michael Reinhold Lenz (1751–1792), deutscher Schriftsteller des Sturm und Drang
- Eulogius Schneider (1756–1794), deutscher Jakobiner
- Maximilian I. von Bayern (1756–1825), wuchs in Straßburg auf
- Ignaz Josef Pleyel (1757–1831), Komponist und Münsterkapellmeister
- Maximilian von Montgelas (1759–1838), langjähriger Minister von Maximilian I.
- Claude Joseph Rouget de Lisle (1760–1836), komponierte in Straßburg die Marseillaise
- Klemens von Metternich (1773–1859), österreichischer Staatsmann, studierte von 1788 bis 1790 in Straßburg
- Jacques-Maximilien Garcin, von 1803 bis 1868 Schriftsetzer und Verwalter einer Witwen- und Waisenkasse in Straßburg
- Karl Spindler (1796–1855), deutscher Schriftsteller

### 1801 bis 1900
- Philipp Graß (1801–1876), Bildhauer des Klassizismus
- Georg Büchner (1813–1837), Schriftsteller („Lenz“), studierte in Straßburg Medizin
- Ludwig Friedländer (1824–1909), deutscher Altphilologe und Kulturhistoriker
- Jules Beck (1825–1904), Schweizer Hochgebirgsfotograf
- Hermann Mebes (1829–1899), Präsident der Kaiserlichen Generaldirektion der Eisenbahnen in Elsaß-Lothringen von 1872 bis 1899
- Fustel de Coulanges (1830–1889), unterrichtete Geschichte an der Straßburger Universität
- Friedrich Daniel von Recklinghausen (1833–1910), war von 1883 bis 1906 Direktor der Straßburger Universität
- Victor Ernst Nessler (1841–1890), Komponist
- Lujo Brentano (1844–1931), Wirtschaftswissenschaftler und Sozialreformer
- Ferdinand Braun (1850–1918), Physiker, Nobelpreisträger
- Albrecht Kossel (1853–1927), Mediziner, Nobelpreisträger
- Georg Simmel (1858–1918), deutscher Soziologe und Kulturphilosoph
- Georges Friedel (1865–1933), Mineraloge, Sohn von Charles Friedel
- Johannes Haller (1865–1947), deutscher Historiker
- Hans Pfitzner (1869–1949), Komponist, ein Jahrzehnt lang Generalmusikdirektor der Stadt
- Ernst von Dobschütz (1870–1934), Theologe; 1904 wurde er Nachfolger von Heinrich Holtzmann an der Universität Straßburg
- Émile Rupp (1872–1948), Organist der Paulskirche
- Fritz Beblo (1872–1947 in München) deutscher Stadtplaner, Architekt und Maler
- Albert Schweitzer (1875–1965), Philosoph, Theologe, Arzt, Musikwissenschaftler, Pfarrer, Orgelkünstler, Friedensnobelpreisträger
- Paul Rohmer (1876–1977), bedeutender Kinderarzt
- Otto Meissner (1880–1953), deutscher Politiker, Vater von Hans-Otto Meissner
- Otto Klemperer (1885–1973), Dirigent, von Hans Pfitzner nach Straßburg berufen
- Marc Bloch (1886–1944), Historiker, lehrte von 1919 bis 1937 an der Universität Straßburg, Begründer der Annales d'histoire économique et sociale
- Hans Rosbaud (1895–1962), Dirigent
- George Szell (1897–1970), Dirigent
- Max Braubach (1899–1975), Historiker
- Pierre Meyer (1900–1964), französischer Forstmann, von 1950 bis 1964 Conservateur des Eaux et Forêts für das Département Bas-Rhin

### Ab 1901
- Rose Stein (1901–1976), deutsche Harfenistin und Musikpädagogin
- Emmanuel Levinas (1906–1995), studierte in Straßburg von 1923 bis 1927
- Maurice Blanchot (1907–2003), Schriftsteller und Philosoph
- Pierre Pflimlin (1907–2000), Straßburger Oberbürgermeister von 1959 bis 1983, mehrfacher Minister der IV. und V. Republik, Ministerpräsident, Präsident des Europäischen Parlaments, machte Straßburg zur Europastadt
- Lucie Aubrac (1912–2007), Widerstandskämpferin
- Ernest Bour (1913–2001), Dirigent, wurde in Straßburg ausgebildet und bestattet
- Paul Ricœur (1913–2005), Philosoph
- Raymond Aubrac (1914–2012), Widerstandskämpfer
- Hélène Boschi (1917–1990), Pianistin
- Edith Lechtape (1921–2001), Künstlerin
- Claude Vigée (1921–2020), Lyriker
- René Thom (1923–2002), Mathematiker
- Guy Debord (1931–1994), Philosoph
- Sarkis Zabunyan (* 1938), türkisch-armenischer Maler
- Alberto Fujimori (1938–2024), Präsident von Peru
- Jean-Marie Lehn (* 1939), Nobelpreis für Chemie 1987
- Alain Lombard (* 1940), Dirigent
- Adrien Zeller (1940–2009), Politiker (UMP)
- Philippe Lacoue-Labarthe (1940–2007), Philosoph
- Jean-Luc Nancy (1940–2021), Philosoph
- Georges Aperghis (* 1945), griechischer Komponist, war in Strasbourg „composer in residence“
- Bernard-Marie Kolt (1948–1989), Bühnenautor und Dramaturg, arbeitete eine Zeit lang am Théâtre National de Strasbourg
- Barbara Honigmann (* 1949 in Berlin), deutsche Schriftstellerin, lebt seit 1984 in Straßburg
- John Howe (* 1957), kanadischer Zeichner
- Mireille Delunsch (* 1962), französische Sopranistin
- Jean-Louis Agobet (* 1968), französischer Komponist, war in Straßburg „composer in residence“
- Marjane Satrapi (* 1969), iranisch-französische Comic-Künstlerin
- André Schneider (* 1978), deutscher Schauspieler und Autor
- Lenny Lacroix (* 2003), Fußballspieler